# Cours-les-Barres
Pour les articles homonymes, voir Cours.
Cours-les-Barres est une commune française située dans le département du Cher en région Centre-Val de Loire.

## Géographie

### Localisation
Les communes limitrophes sont  Cuffy, Fourchambault, Garchizy, Germigny-sur-Loire, Jouet-sur-l'Aubois, Marzy et Torteron.

### Climat
Pour des articles plus généraux, voir Climat du Centre-Val de Loire et Climat du Cher.
En 2010, le climat de la commune est de type climat océanique dégradé des plaines du Centre et du Nord, selon une étude du CNRS s'appuyant sur une série de données couvrant la période 1971-2000. En 2020, Météo-France publie une typologie des climats de la France métropolitaine dans laquelle la commune est exposée à un climat océanique altéré et est dans la région climatique  Centre et contreforts nord du Massif Central, caractérisée par un air sec en été et un bon ensoleillement. 
Pour la période 1971-2000, la température annuelle moyenne est de 11,2 °C, avec une amplitude thermique annuelle de 15,8 °C. Le cumul annuel moyen de précipitations est de 784 mm, avec 11,6 jours de précipitations en janvier et 7,9 jours en juillet. Pour la période 1991-2020, la température moyenne annuelle observée sur la station météorologique la plus proche, située sur la commune de Marzy à 7 km à vol d'oiseau, est de 11,4 °C et le cumul annuel moyen de précipitations est de 783,5 mm,. Pour l'avenir, les paramètres climatiques de la commune estimés pour 2050 selon différents scénarios d'émission de gaz à effet de serre sont consultables sur un site dédié publié par Météo-France en novembre 2022.

## Urbanisme

### Typologie
Au 1er janvier 2024, Cours-les-Barres est catégorisée commune rurale à habitat dispersé, selon la nouvelle grille communale de densité à 7 niveaux définie par l'Insee en 2022.
Elle est située hors unité urbaine. Par ailleurs la commune fait partie de l'aire d'attraction de Nevers, dont elle est une commune de la couronne,. Cette aire, qui regroupe 93 communes, est catégorisée dans les aires de 50 000 à moins de 200 000 habitants,.

### Occupation des sols
L'occupation des sols de la commune, telle qu'elle ressort de la base de données européenne d’occupation biophysique des sols Corine Land Cover (CLC), est marquée par l'importance des territoires agricoles (55,8 % en 2018), en diminution par rapport à 1990 (57,7 %). La répartition détaillée en 2018 est la suivante : 
forêts (35,3 %), terres arables (28,4 %), prairies (23,7 %), eaux continentales (5,1 %), zones urbanisées (3,7 %), zones agricoles hétérogènes (3,7 %), milieux à végétation arbustive et/ou herbacée (0,1 %).
L'évolution de l’occupation des sols de la commune et de ses infrastructures peut être observée sur les différentes représentations cartographiques du territoire : la carte de Cassini (XVIIIe siècle), la carte d'état-major (1820-1866) et les cartes ou photos aériennes de l'IGN pour la période actuelle (1950 à aujourd'hui).

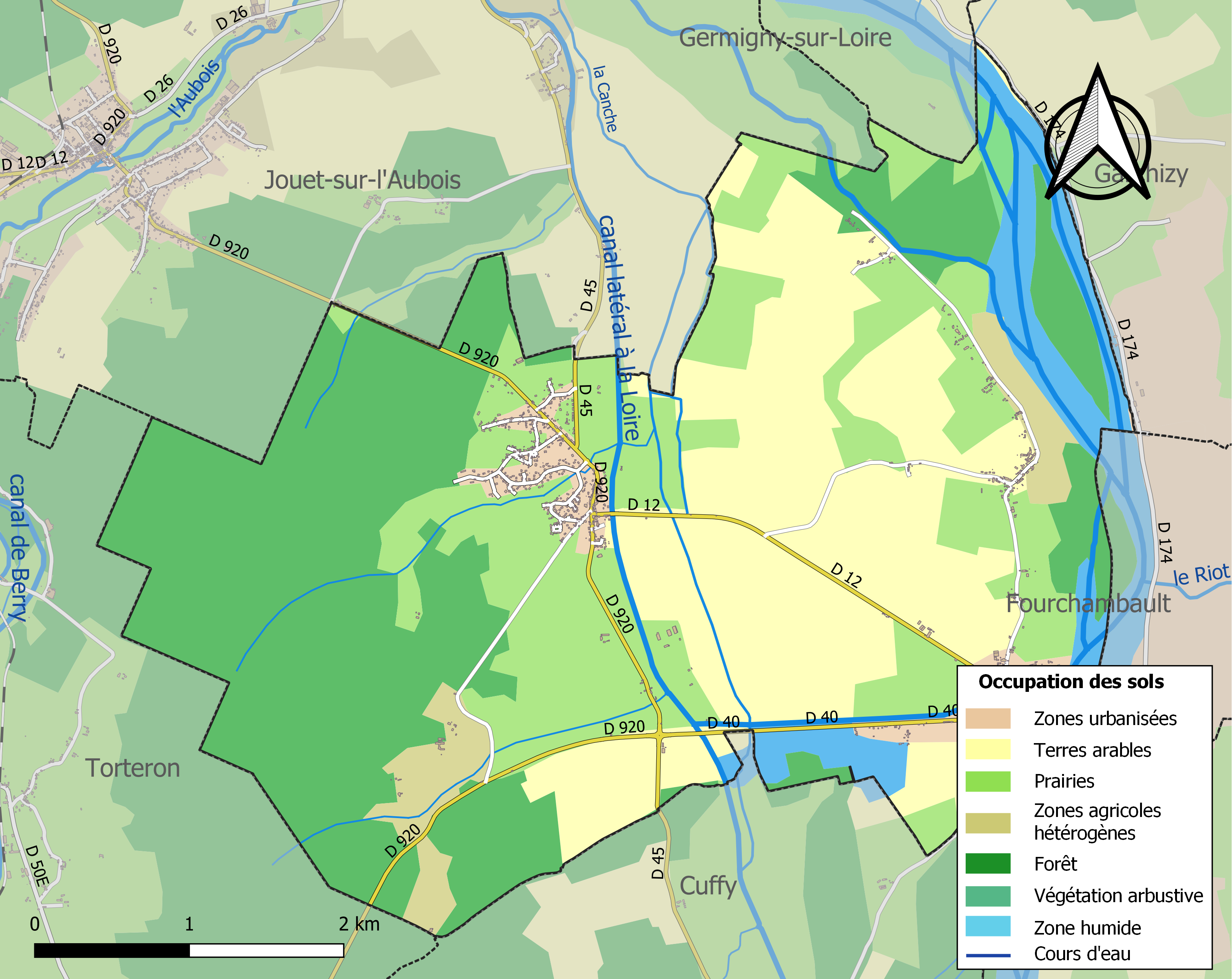
Carte des infrastructures et de l'occupation des sols de la commune en 2018 (CLC).

### Risques majeurs
Le territoire de la commune de Cours-les-Barres est vulnérable à différents aléas naturels : météorologiques (tempête, orage, neige, grand froid, canicule ou sécheresse), inondations, mouvements de terrains et séisme (sismicité très faible). Il est également exposé à deux risques technologiques,  le transport de matières dangereuses et la rupture d'un barrage. Un site publié par le BRGM permet d'évaluer simplement et rapidement les risques d'un bien localisé soit par son adresse soit par le numéro de sa parcelle.

#### Risques naturels
Certaines parties du territoire communal sont susceptibles d’être affectées par le risque d’inondation par débordement de cours d'eau, notamment le canal latéral à la Loire, la Loire. La commune a été reconnue en état de catastrophe naturelle au titre des dommages causés par les inondations et coulées de boue survenues en 1982, 1999, 2003 et 2016,.

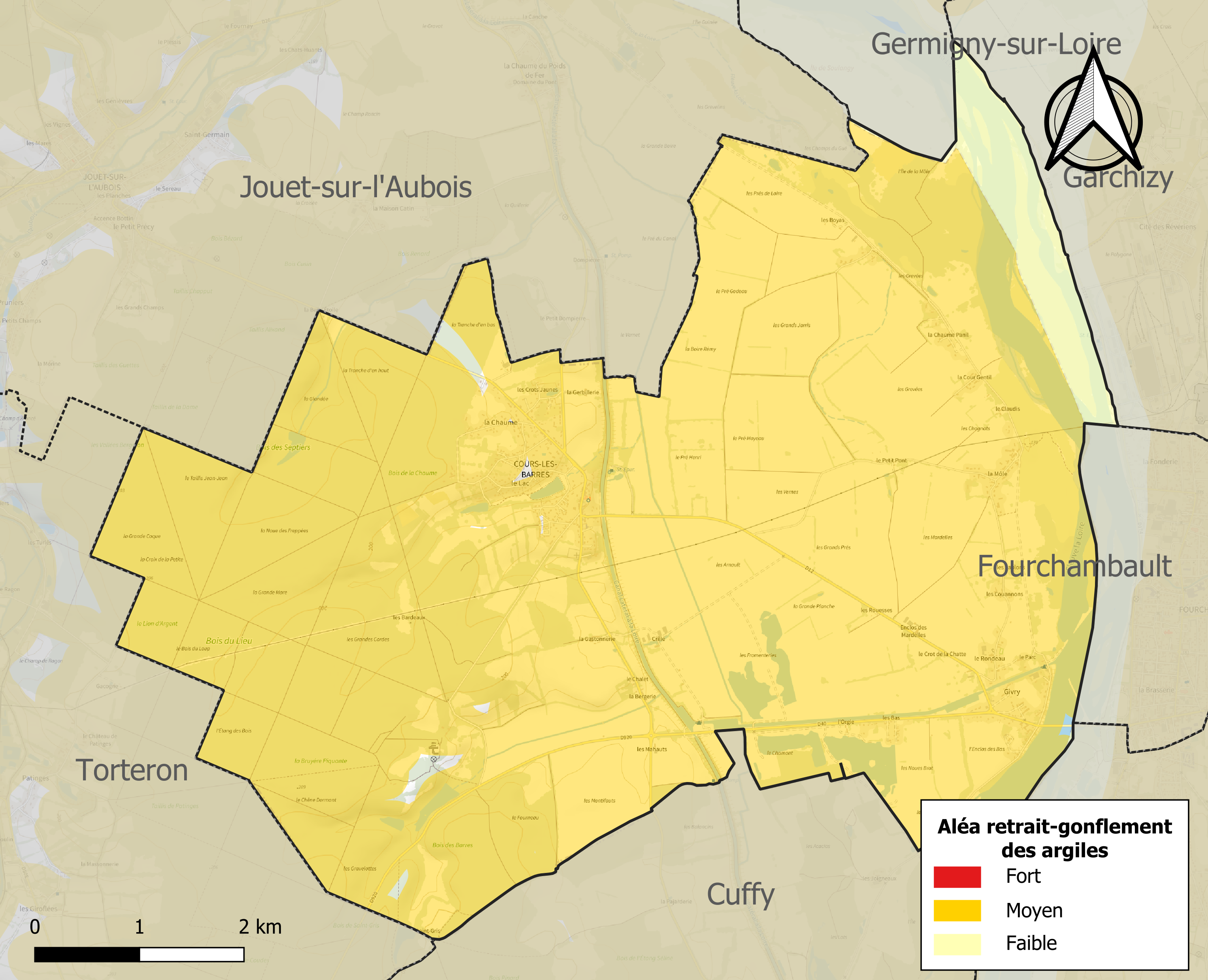
Carte des zones d'aléa retrait-gonflement des sols argileux de Cours-les-Barres.

La commune est vulnérable au risque de mouvements de terrains constitué principalement du retrait-gonflement des sols argileux. Cet aléa est susceptible d'engendrer des dommages importants aux bâtiments en cas d’alternance de périodes de sécheresse et de pluie. 99,4 % de la superficie communale est en aléa moyen ou fort (90 % au niveau départemental et 48,5 % au niveau national). Sur les 498 bâtiments dénombrés sur la commune en 2019, 490 sont en aléa moyen ou fort, soit 98 %, à comparer aux 83 % au niveau départemental et 54 % au niveau national. Une cartographie de l'exposition du territoire national au retrait gonflement des sols argileux est disponible sur le site du BRGM,.
Concernant les mouvements de terrains, la commune a été reconnue en état de catastrophe naturelle au titre des dommages causés par la sécheresse en 1996 et 2018 et par des mouvements de terrain en 1999.

#### Risques technologiques
Le risque de transport de matières dangereuses sur la commune est lié à sa traversée par des infrastructures routières ou ferroviaires importantes ou la présence d'une canalisation de transport d'hydrocarbures. Un accident se produisant sur de telles infrastructures est en effet susceptible d’avoir des effets graves au bâti ou aux personnes jusqu’à 350 m, selon la nature du matériau transporté. Des dispositions d’urbanisme peuvent être préconisées en conséquence.
Une partie du territoire de la commune est en outre située en aval d'une digue. À ce titre elle est susceptible d’être touchée par l’onde de submersion consécutive à la rupture de cet ouvrage.

## Histoire
Une voie antique aurait traversé le bourg d'est en ouest. Les quelques fondations de l'ancienne Curtis gallo-romaine, défendue par des fossés et le relief naturel du plateau, sont découvertes près de l'église. A La Motte-Pillée, une ancienne motte féodale existe, près de la Loire, dont la rive a reculé avec l'accumulation des alluvions.
La famille des Barres semble exercer des droits sur le territoire dès 1208, et la terre de Givry, que les Barres conservent ensuite, appartient à Eudes des Barres, seigneur de La Guerche, en 1208.
En 1697, Ignace Marion réunit les seigneuries de Givry et de La Môle à celle du Lieu, arrière-fief relevant de l'archevêché de Nevers. Elles sont séparées en 1819, à l'occasion d'une revente. L'immense forêt de Cours-les-Barres a été parcourue par les bûcherons, les charbonniers et les mineurs de fer. Les champs cultivés, de haut rendement, s'étendent près de la Loire.
Eugène Daguin, inventeur de la machine à oblitérer les timbres, naît au hameau de La Môle en 1849. Son invention est utilisée par l'administration des Postes en 1884.
Le Docteur Eugène Osty conduisit à Cours-les-Barres une enquête médiumnique à sensation à la demande de Louis Mirault en mars 1914 afin de retrouver Etienne Lerasle, 82 ans, qui avait disparu sans laisser de traces. L'affaire connut un fort retentissement dans la presse.

## Politique et administration

### Liste des maires
| Période                                  | Période   | Identité         | Étiquette | Qualité                                   |
| ---------------------------------------- | --------- | ---------------- | --------- | ----------------------------------------- |
| mars 2001                                | mars 2014 | Michel Pouillard | DVD       |                                           |
| mars 2014                                | En cours  | Pierre Mancion,  |           | Ingénieur ou cadre technique d'entreprise |
| Les données manquantes sont à compléter. |           |                  |           |                                           |

## Démographie
L'évolution du nombre d'habitants est connue à travers les recensements de la population effectués dans la commune depuis 1793. Pour les communes de moins de 10 000 habitants, une enquête de recensement portant sur toute la population est réalisée tous les cinq ans, les populations de référence des années intermédiaires étant quant à elles estimées par interpolation ou extrapolation. Pour la commune, le premier recensement exhaustif entrant dans le cadre du nouveau dispositif a été réalisé en 2004.

En 2022, la commune comptait 1 030 habitants, en évolution de −1,34 % par rapport à 2016 (Cher : −2,48 %, France hors Mayotte : +2,11 %).
| 1793 | 1800 | 1806 | 1821 | 1831 | 1836 | 1841 | 1846 | 1851 |
| ---- | ---- | ---- | ---- | ---- | ---- | ---- | ---- | ---- |
| 453  | 468  | 525  | 537  | 568  | 626  | 638  | 821  | 950  |

| 1856 | 1861 | 1866  | 1872  | 1876  | 1881  | 1886  | 1891 | 1896  |
| ---- | ---- | ----- | ----- | ----- | ----- | ----- | ---- | ----- |
| 968  | 965  | 1 015 | 1 014 | 1 066 | 1 031 | 1 030 | 982  | 1 016 |

| 1901 | 1906 | 1911 | 1921 | 1926 | 1931 | 1936 | 1946 | 1954 |
| ---- | ---- | ---- | ---- | ---- | ---- | ---- | ---- | ---- |
| 989  | 980  | 854  | 812  | 757  | 831  | 665  | 711  | 773  |

| 1962 | 1968 | 1975 | 1982 | 1990  | 1999  | 2004  | 2006  | 2009  |
| ---- | ---- | ---- | ---- | ----- | ----- | ----- | ----- | ----- |
| 772  | 698  | 656  | 906  | 1 052 | 1 082 | 1 131 | 1 121 | 1 092 |

| 2014  | 2019  | 2022  | - | - | - | - | - | - |
| ----- | ----- | ----- | - | - | - | - | - | - |
| 1 063 | 1 013 | 1 030 | - | - | - | - | - | - |

## Culture locale et patrimoine

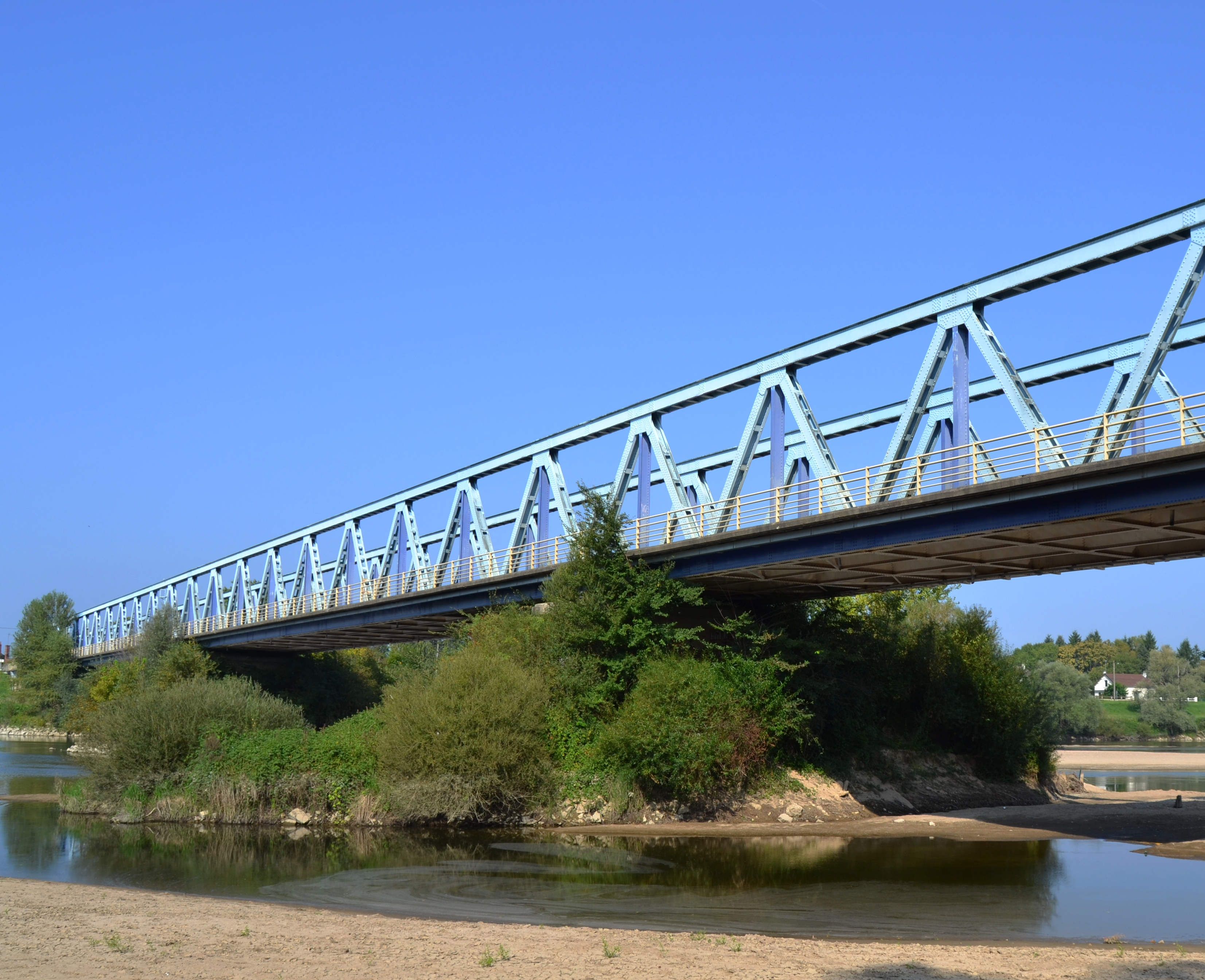
Pont de Fourchambault-Givry.

### Lieux et monuments
- Église Saint-Pantaléon (XIIIe s.)
- Écluse du Canal de Givry (1841)
- Pont de Fourchambault - Givry, qui relie les deux rives de la Loire, reconstruit en acier en 1950 à la suite de sa destruction au début de la Seconde Guerre mondiale (1940).

### Personnalités liées à la commune
- Hippolyte François Jaubert (1798-1874), maire de Cours-les-Barres et auteur du Glossaire du centre de la France (1855).
- Eugène Daguin (1849-1888), inventeur de la « machine Daguin », première machine à oblitérer.
- Louis Boulé (1858-1909), écrivain régionaliste berrichon.
- Louis Mirault, dit Fanchy (1866-1938), poète et conteur patoisant, père du peintre Pierre Mirault.
- Roger Linet (Cours-les-Barres, le 7 mars 1914 - Chargé, le 15 mars 2003), député communiste, résistant, déporté et secrétaire du syndicat CGT de Renault Billancourt.